# Penmaen Burrows Ringwork
Penmaen Burrows Ringwork är ett slott i Storbritannien.   Det ligger i kommunen Swansea och riksdelen Wales, i den södra delen av landet, 280 km väster om huvudstaden London. Penmaen Burrows Ringwork ligger 35 meter över havet.
Terrängen runt Penmaen Burrows Ringwork är platt. Havet är nära Penmaen Burrows Ringwork söderut.  Närmaste större samhälle är Swansea, 13,1 km öster om Penmaen Burrows Ringwork. Trakten runt Penmaen Burrows Ringwork består i huvudsak av gräsmarker.